# Аокігахара
35°28′12″ пн. ш. 138°37′11″ сх. д. / 35.47000° пн. ш. 138.61972° сх. д.
Аокіґахара (яп. 青木ヶ原); також відома як Дзюкай (яп. 樹海, «Море дерев») — ліс біля підніжжя гори Фудзі на японському острові Хонсю.
Загальна площа лісу становить приблизно 35 км². Рельєф включає безліч скелястих печер, а особливості розташування, зокрема густина лісу і низина, забезпечують «приголомшуючу» тишу. Також стверджується, що під землею в районі лісу є великі поклади залізної руди. Цим, ймовірно, пояснюється той факт, що в Аокіґагарі не функціонують компаси. Земля, на якій розкинувся ліс, є вулканічною породою, досить щільною і непіддатливою обробці ручними інструментами, наприклад сапами та лопатами.
Аокіґахара вважається молодим лісом, оскільки утворився приблизно 1200 років тому. Останнє велике виверження вулкана Фудзі сталося в 1707 році і з якоїсь причини не покрило лавою один зі схилів площею близько 3000 гектарів. Пізніше ця ділянка заросла щільним лісом з самшиту, сосен і інших хвойних. Дерева стоять практично суцільною стіною.

## Історія

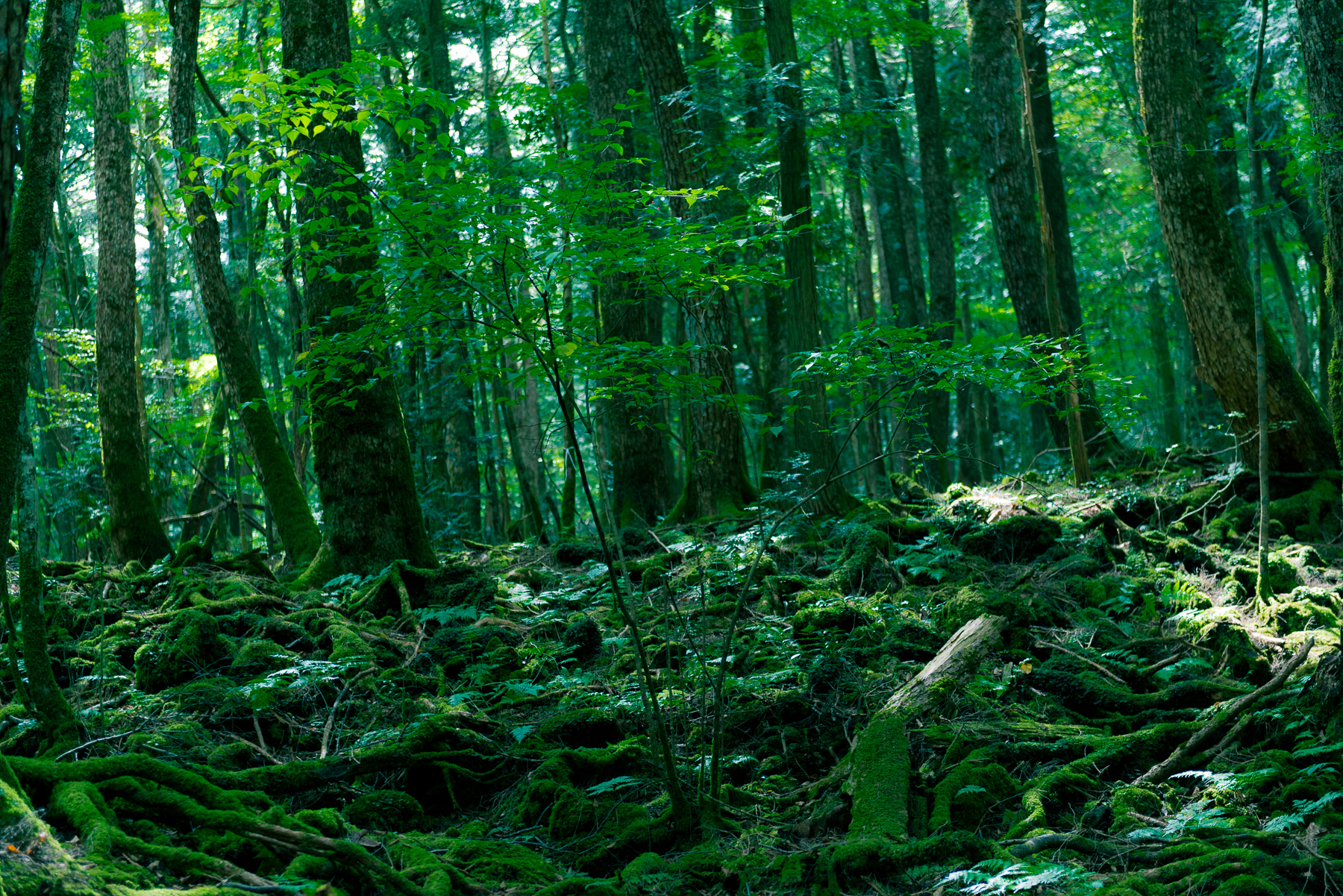
Хащі Аокігахари

Аокігахара є свого роду сумною пам'яткою Японії. Це місце називають Лісом самогубців. Спочатку ліс асоціювався з японською міфологією і традиційно вважався житлом демонів і примар. Легенди про це місце відомі японцям з Середньовіччя. У XIX столітті, в голодні роки, бідні японські селянські родини, котрі не мали змоги прогодувати старих та немовлят, привозили й залишали їх у цьому лісі на вірну смерть. Можливо, із цим пов'язані перші страхітливі асоціації із цією місциною.
Традиційно дуже забобонні японці з легкістю вірять у надприродні сили, що живуть у лісах, у демонів і примар, які мешкають серед дерев Аокігахари.

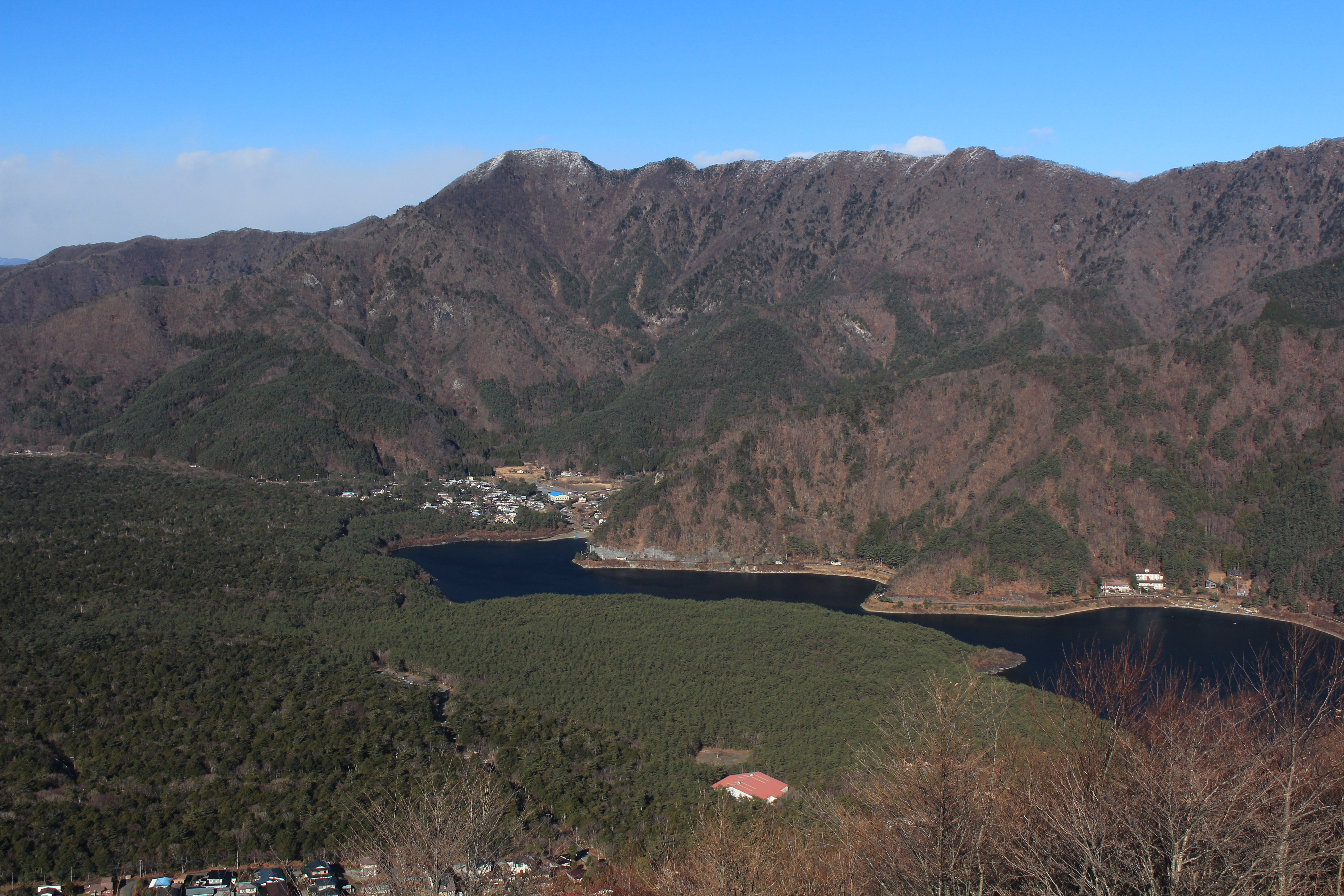
Озеро Сай та ліси Аокіґахари

## Самогубства
Аокігахара є популярним місцем самогубств серед жителів Токіо й околиць, та вважається другим за популярністю місцем у світі для зведення рахунків з життям (першість у моста Золоті ворота в Сан-Франциско). Щорічно в лісі знаходять від 70 до 100 тіл. Офіційно поліція почала займатися пошуком тіл самовбивць Аокігахари 1970 року. З того часу кількість виявлених тіл росте рік від року. У 2002 році було знайдено 78 останків самовбивць. Серед способів самогубства лідирує повішення та отруєння медичними препаратами. За свідченнями очевидців, досить зробити всього декілька десятків кроків углиб лісу від стежини, як на землі можна знайти речі, сумки, пластикові пляшки і упаковки пігулок.
Обов'язки з пошуку, евакуації та поховання тіл покладено на офіційну владу трьох найближчих до лісу сіл: Нарусава, Асівада (нині місто Фудзікавагутіко) і Камікуїсікі (нині місто Кофу). На ці цілі спеціально виділяються кошти у розмірі п'яти мільйонів єн щорічно. При цьому спеціально відведені для цього приміщення переповнені знайденими, але так ніким і незатребуваними тілами. Так, за даними 2000 року, в Камікуїсікі зберігалися 119 тіл, в Асіваді — 52 і ще 60 в Нарусаві.
При вході в ліс встановлений плакат:

| Ваше життя є безцінним даром від ваших батьків. Подумайте про них і про вашу сім'ю. Ви не повинні страждати самостійно. Зателефонуйте нам 22-0110[7] |
З метою запобігання новим самогубствам місцева влада вживає ряд превентивних заходів: встановлює таблички зі зверненнями та вказівкою телефонів довіри, встановлює відеокамери уздовж дороги і стежин, що ведуть в ліс. У місцевих магазинчиках не продаються засоби (пігулки, мотузки), які могли б бути використані для зведення рахунків з життям. Працівники магазинів, розташованих поблизу доріг, що ведуть до Аокігахари, безпомилково вирізняють з натовпу тих туристів, які прибули сюди з метою самогубства:
…Вони деякий час тиняються неподалік перед тим, як піти по стежині, а ще вони намагаються ні з ким не зустрічатися очима.
Оригінальний текст (англ.)
They wander around for a while before starting down the trail and are careful not to make eye contact with anyone— Кадзуакі Амано
касир торгового центру «Lava Cave»
Той же працівник підтвердив, що у разі підозр вони негайно повідомляють поліцію. Регулярне патрулювання лісу і навколишніх доріг полісменами і добровольцями також допомагає запобігти можливим самогубствам. Особливо впадають у вічі «чоловіки, які так і не залишили звички постійно носити діловий костюм, блукаючи стежинами Аокігахари у строгому офісному одязі», їх поліція забирає в першу чергу.
Раз на рік ліс піддається ретельному огляду великою групою добровольців (близько 300 осіб) і поліції. Ділянки лісу, що перевіряються ними, огороджуються спеціальною стрічкою, яка так і залишається висіти. Численні туристичні путівники і сайти рясніють порадами не відхилятися від прокладених офіційних маршрутів і стежин, оскільки в лісі дуже легко загубитися.

## Флора та фауна
У Аокігахарі живуть гімалайські ведмеді, кажани, олені, лисиці, кабани, дикі кролики, японські вивірки, змії, здичавілі пси та інші види. Ростуть кипарисовик туполистий, криптомерія, південнояпонська цуґа, клен, береза, японський пієріс, енкіантус, тонколучник однорічний, майник широколистний, горець японський, вишня дрібнопильчата, скиммія японська, монгольський дуб, горобина, густоквітна і біла японська сосна, мохи та папороті.

## Пам'ятки
Аокігахара є національним парком, по території якого прокладено декілька туристичних маршрутів, що пропонують підйом на Фудзі по північному схилу, а також прогулянки по найкрасивішому лісовому масиву. Оскільки ліс розташований недалеко від Токіо і пропонує безліч різних способів провести час на свіжому повітрі, Аокіґахара є популярним місцем для проведення пікніків і прогулянок на вихідні. Серед пам'яток парку «Крижана печера Нарусава» (яп. 鳴沢氷穴, 氷穴, хе:кецу), «Печера кажанів озера Сай» (яп. 西湖コウモリ穴, 西湖蝙蝠穴, хе:Сайко коморі-ана) та «Печера вітрів Фуґаку» (яп. 富岳風穴, 富岳風穴, фу:кецу / кадзеана).

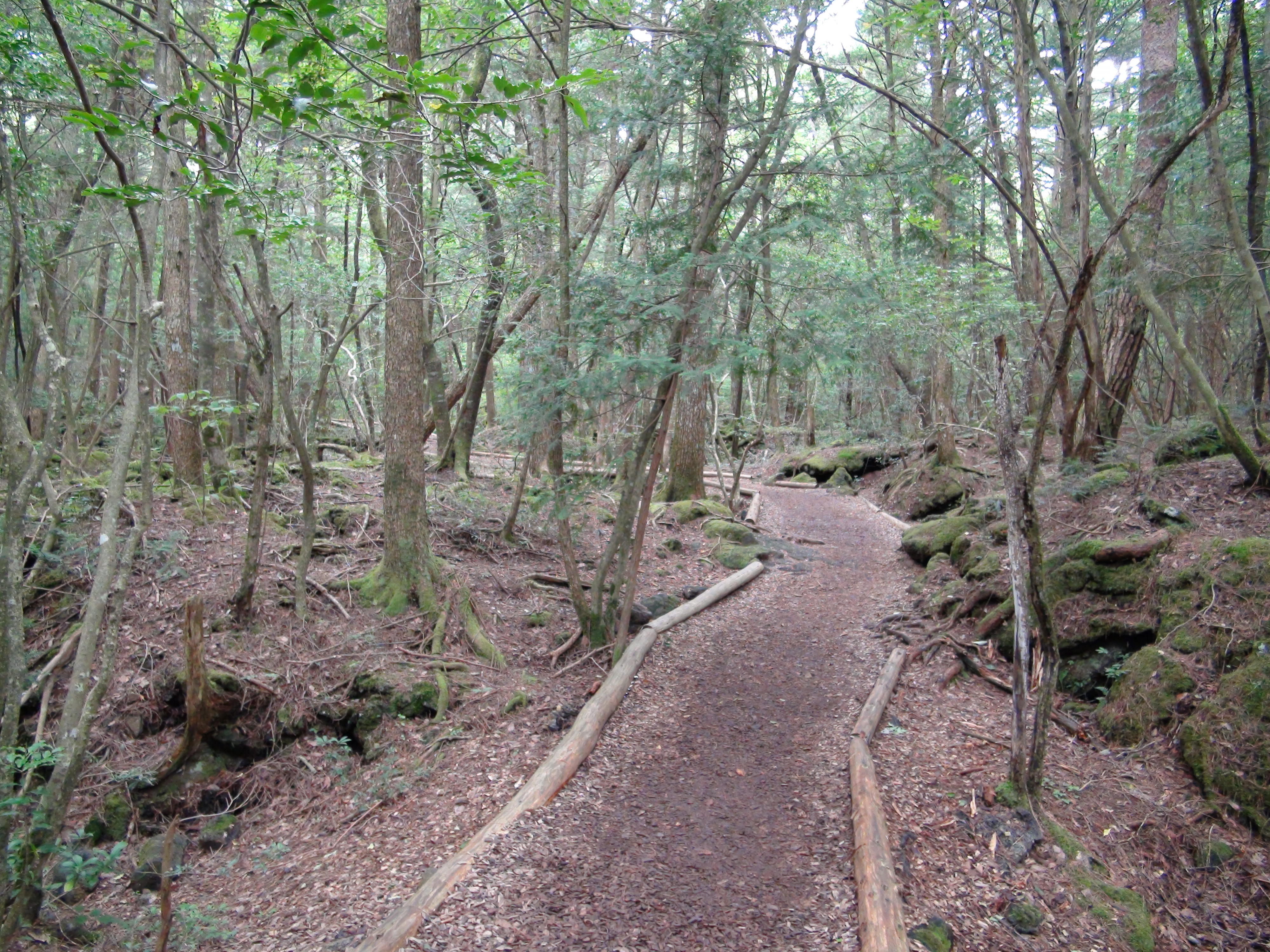
Туристичні стежки у лісі
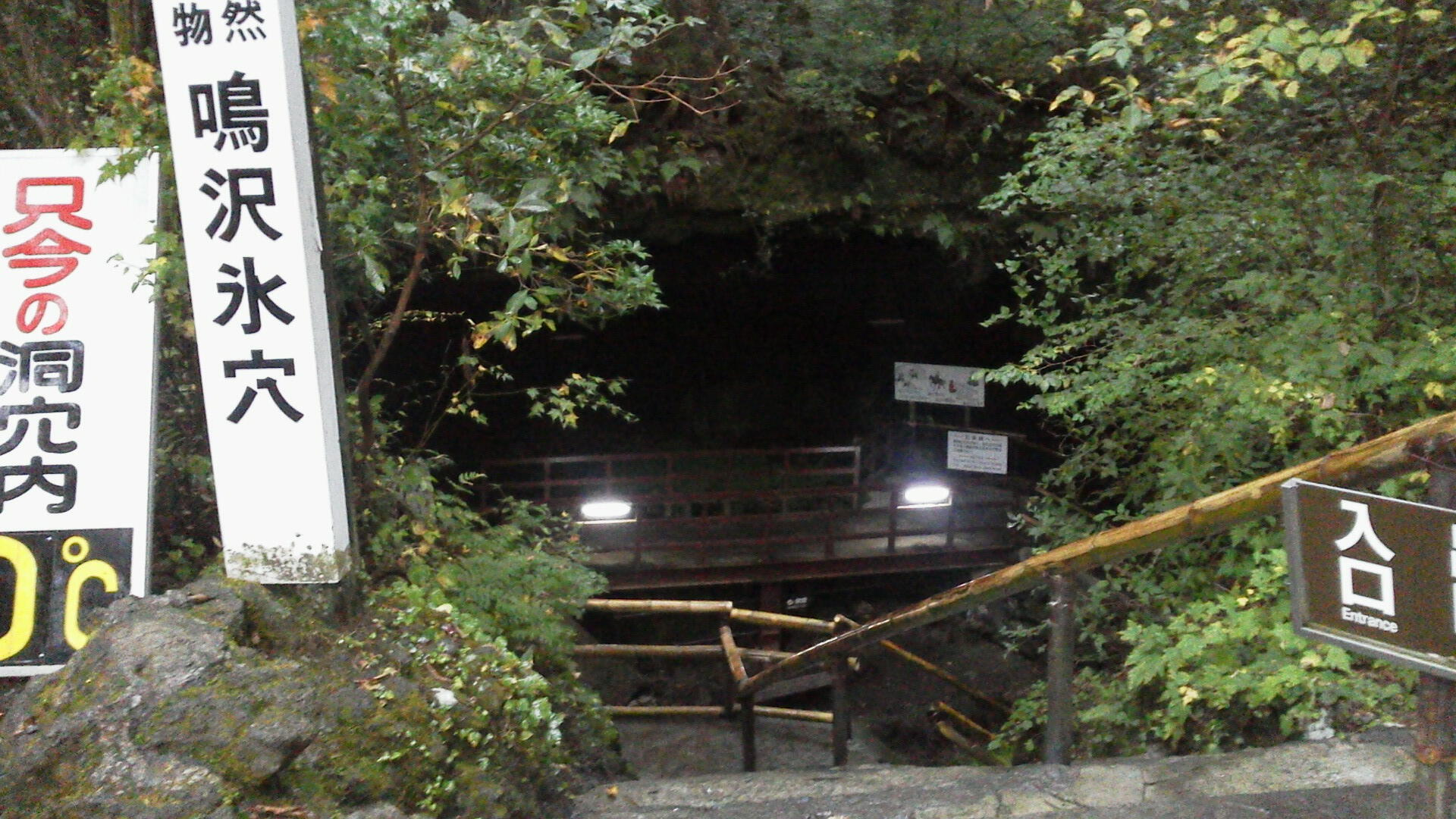
Вхід у крижану печеру Нарусава
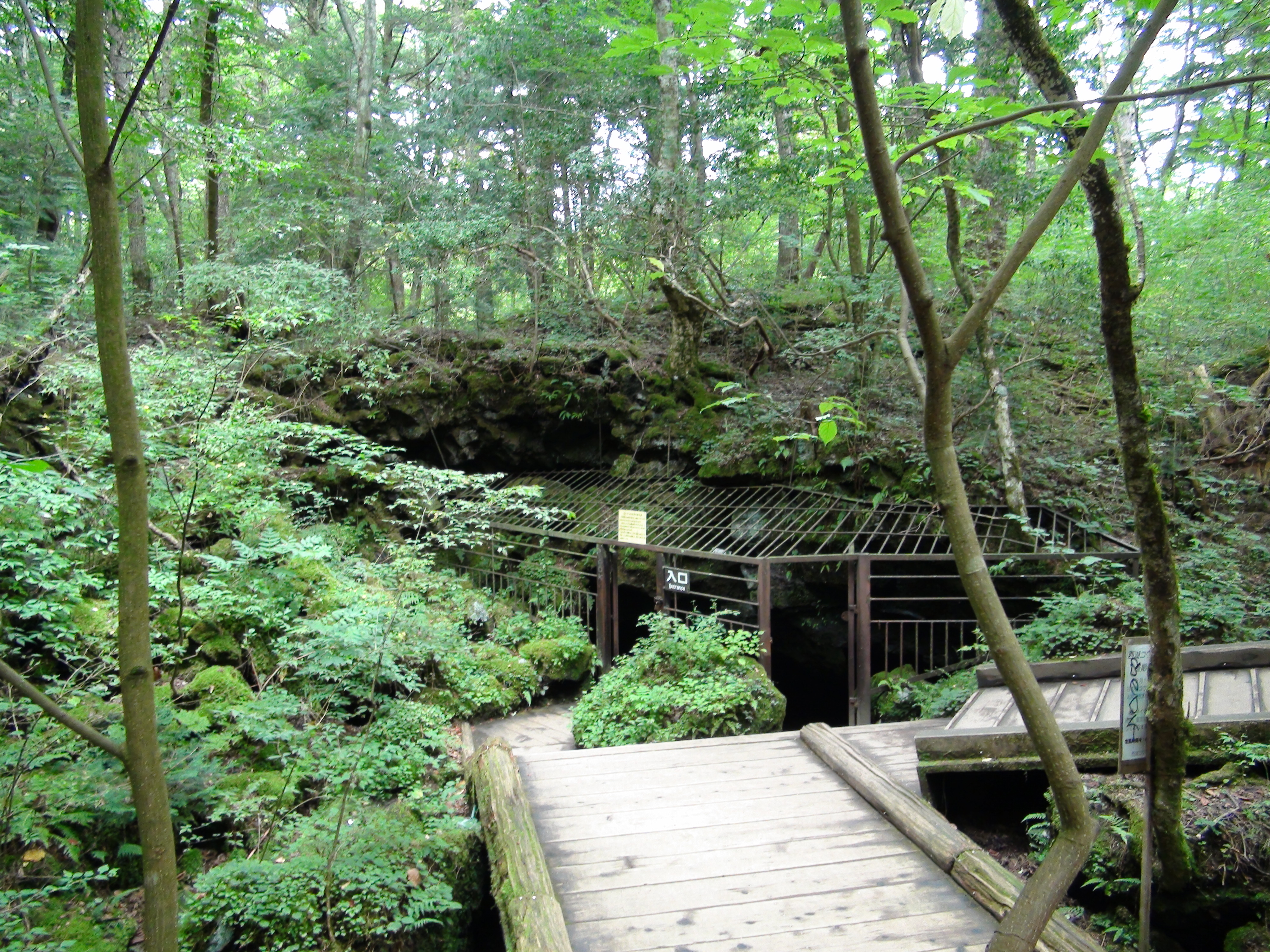
Вхід у печеру кажанів озера Сай
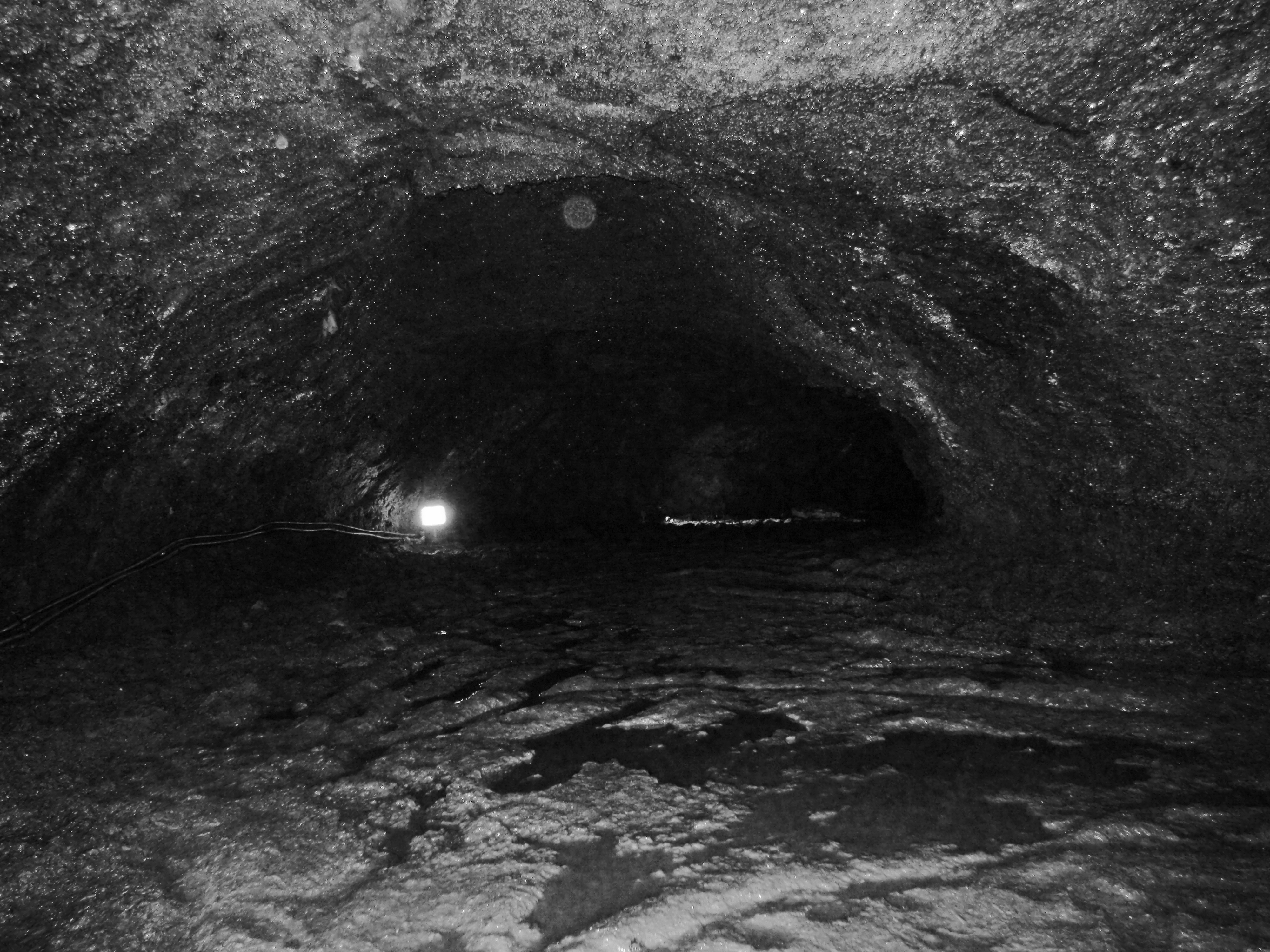
Всередині печери кажанів озера Сай
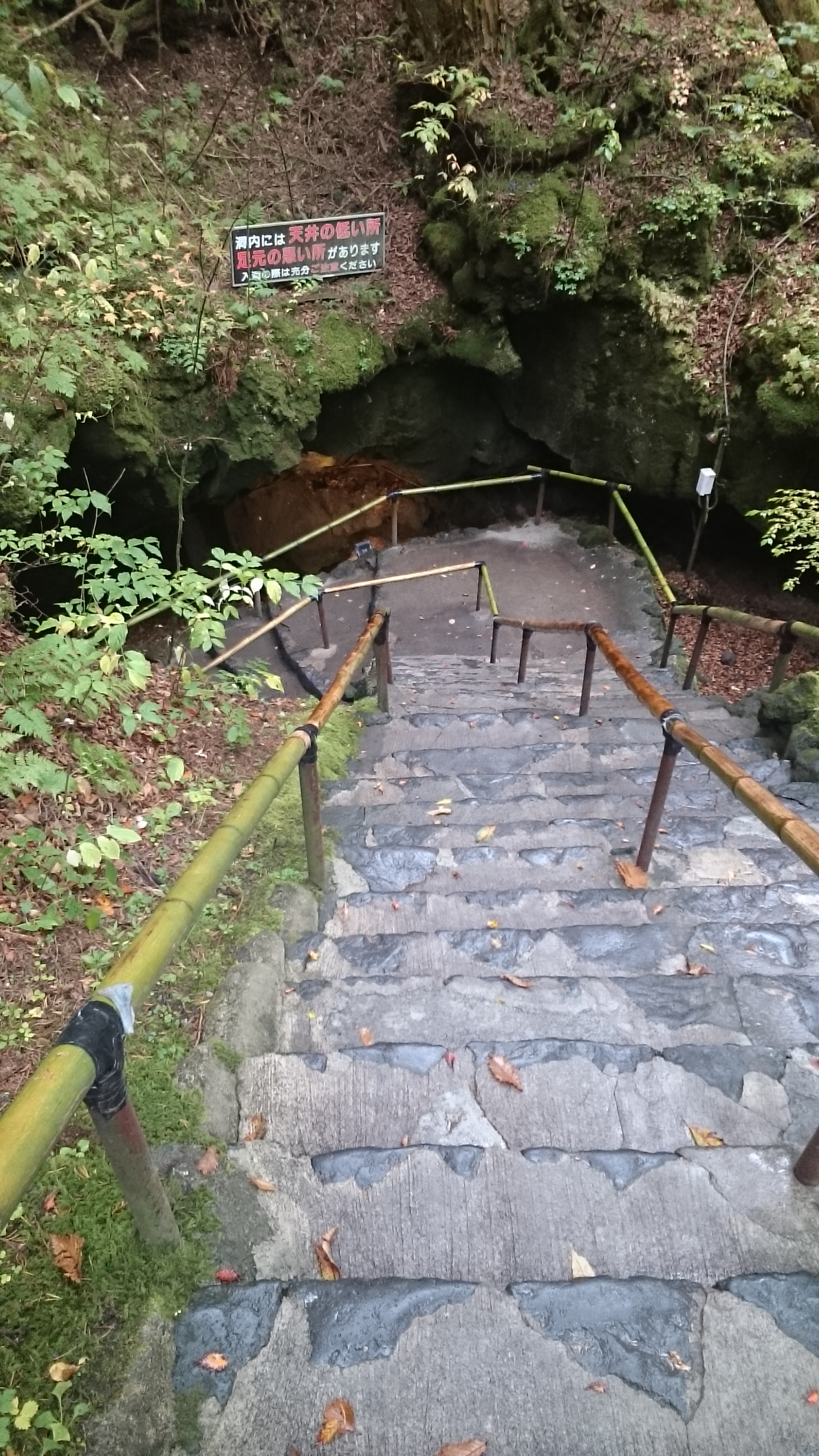
Вхід у печеру вітрів Фуґаку
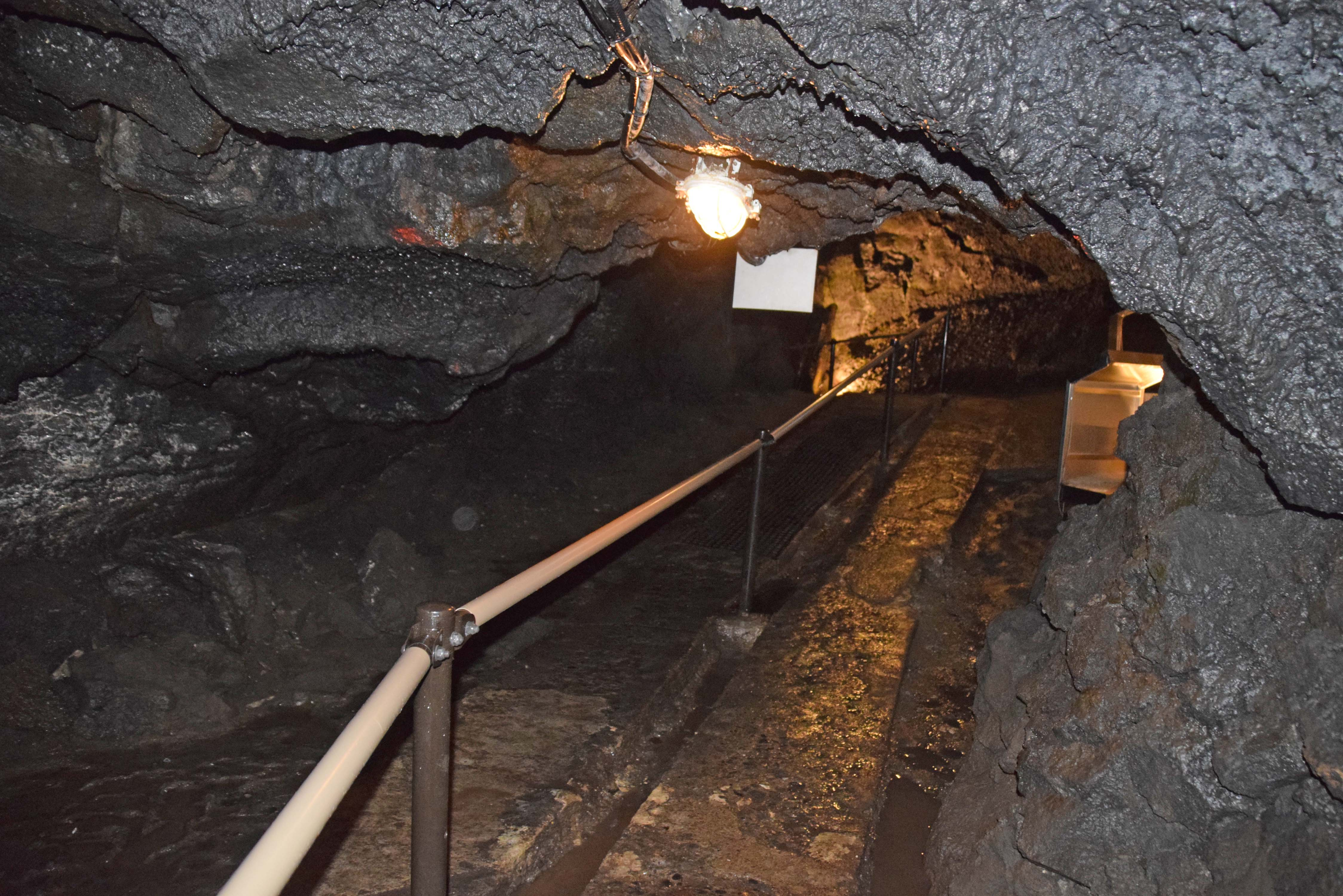
Всередині печери вітрів Фуґаку

## У культурі
У 1960 році в Японії вийшла книга письменника Сейтьо Мацумото «Пагода хвиль» (яп. 波の塔, 波の塔, Намі но то:), яка розповідала про примару жінки, що колись наклала на себе руки в Аокігахарі. Того ж року Мацумото опублікував ще одну книгу, «Чорне море дерев» (яп. 黒い樹海, Курой дзюкай), про пару молодих закоханих, що здійснюють у лісі подвійне самогубство. У Росії роман опублікований під назвою «Точки і лінії».
Проте найвідомішим твором щодо феномену Аокігахари є опублікований у 1993 році бестселер «Повне керівництво по самогубству» письменника Ватару Цурумі. Автор охарактеризував Аокігахару як прекрасне місце, щоб померти. У Японії було продано понад 1,2 мільйонів екземплярів книги. Біля тіл деяких самовбивць Аокіґагари було знайдено книгу Цурумі.
У 2005 році вийшов фільм «Море дерев» (яп. 樹の海, 樹の海, Кі-но умі), у якому режисер Томоюкі Такімото розповідає історію чотирьох людей, які вирішили убити себе в Аокігахарі. На 17-му Токійському міжнародному кінофестивалі фільм отримав премію в номінації найкращий фільм у розділі «Японське кіно. Свій погляд».
Японський метал-гурт «Screw» записав пісню «The Sea of Trees», а в основу відеокліпу лягли кадри, зняті в Аокіґагарі.
У німецького горрор-панк-гурту «The Crimson Ghosts» також є пісня «Aokigahara (Sea of Trees)».
У 2011 році вийшов мініальбом нідерландського атмосферік-блек метал гурту «Sea Of Trees» під назвою «Aokigahara».
У квітні 2014 року вийшов другий альбом австрійського пост-блек-метал гурту «Harakiri For The Sky», що одержав назву «Aokigahra».
Голлівудський режисер Гас Ван Сент у 2015 році зняв фільм «Море дерев».
У 2016 році вийшов фільм жахів «Ліс примар», події якого відбуваються в лісі Аокіґахара.
У листопаді 2023 гурт 0 %Mercury випустив сингл і відеокліп «Aokigahara».